# 杨文 (洪武总兵)
杨文（14世纪？—1406年1月23日），南直隶和州含山县（今安徽省马鞍山市含山县）人，明朝开国将领，官至左军都督府左都督，曾任广西、北平、辽东等地总兵官。洪武年间，两次率大军南下平乱有功。“靖难之役”时讨伐燕王，兵败被俘，燕王怜其开国老臣不杀，永乐四年（1406年）去世。

## 生平

### 早年经历
初为朱元璋麾下的红巾军将领，洪武二年（1369年），随军攻克陕西凤翔府等处，洪武三年（1370年）授皇陵卫百户，随徐达大军击退元将王保保，复兴元府（今陕西省汉中市）等地。洪武八年（1375年）调任广西都司桂林左卫。洪武十一年（1378年），调任湖广都司安陆卫右所试百户。洪武十二年（1379年），升为本卫副千户。洪武十七年（1384年）从征云南，立有军功。洪武十八年（1385年）升为四川行都司建昌卫指挥佥事。洪武二十五年（1392年），元朝降将月鲁帖木儿在建昌卫起兵造反，杨文随军平叛有功，升为右军都督府都督佥事。

### 防备倭寇
洪武二十六年（1393年）七月，杨文升为左军都督府左都督。洪武二十七年（1394年），因倭寇进犯浙江东部一带，受命巡视沿海，训练军队，又率水师驻守在太仓，以防备倭寇。

### 两次南征
洪武二十八年（1395年），明廷命令左都督杨文佩征南将军印，为总兵官；广西都指挥使韩观为左副将军；右军都督府都督佥事宋晟为右副将军；刘真为参将，率京卫精壮马步官军3万人至广西，会各处军马讨龙州土官赵宗寿及奉议、南丹、向武等州叛乱瑶民。明军激战数月，大获全胜。明军总计剿灭瑶民28000余人，缴获马50匹、牛2586头，又获印5颗、诰敕3道，获胜班师。又奉命在广西推进“改土归流”政策，新设南丹卫、奉议卫、庆远卫等卫所，复设立龙州军民指挥使司，并选派内地汉族将官镇守，加强了对广西的实际控制。洪武三十年（1397年）三月二十八日，贵州古州侗民首领林宽自号“小师”，起兵叛明并进攻龙里守御千户所，千户吴得与镇抚井孚义率明军坚守。侗民放火焚烧四座城门，吴得被迫率军出战，结果中毒弩阵亡，侗民乘机攻克龙里。之后侗民连下新化直抵平茶，平茶守御千户纪达率明军与侗民发生激战。明廷以平羌将军都指挥齐让统军5万镇压。结果齐让逗遛不进兵，平蛮无功，被明廷撤职，新命左军都督杨文佩征虏前将军印，为总兵官，右军都督同知韩观副之，锦衣卫指挥使河清、凤阳卫指挥使宋忠为参将，统京卫及湖广、江西等都司军马南下进剿。十月，杨文击溃了林宽叛军，俘虏林宽和杨通秀等人，押送京师处决。另上奏明廷，告知已经彻底荡平古州林宽余党，并俘获三十冈等处侗民2907人，除了溃入山谷者未尽剿绝外已经全部歼灭。但是明军士兵多有染病，因此希望能够分兵前往近处如辰溪等地就粮操练，以待秋收后继续征剿侗民余部。明太祖认为叛乱的侗民多为被迫胁从，不必穷追，于是令杨文等撤军还师。

### 靖难被俘
洪武三十一年（1398年），杨文受命为北平总兵官，归燕王朱棣节制。建文初年（1399年）驻守开平，燕王发动“靖难之役”后，杨文被调到辽东辅佐江阴侯吴高。燕王认为吴高更难对付，使用离间计让吴高被贬，杨文遂独领辽东兵马。建文三年（1401年），杨文率兵围永平，被燕将刘江所败，被斩数千人。建文四年（1402年），明廷命杨文率辽东兵南下济南与山东布政使铁铉会合，遭燕将宋贵中途截杀，杨文被俘。燕王可怜他是开国老将，予以释放，永乐四年正月四日（1406年1月23日）去世，赐葬含山县梅山，入祀功臣祠。

## 轶事
杨文率军南征时，明太祖曾写有《赐都督杨文》一诗，为他送行，此诗也是明太祖御制诗当中的名篇：
大将南征胆气豪，腰悬秋水吕虔刀。
马鸣甲胄乾坤肃，风动旌旗日月高。
世上麒麟终有种，穴中蝼蚁更何逃。
大标铜柱归来日，庭院春深庆百劳。

## 家庭
父亲杨兴，叔父杨旺都是红巾军将领，杨兴在攻打江州（今江西省九江市）时阵亡，杨旺则在与陈友谅部作战时在鄱阳湖阵亡。子杨和、孙杨通、曾孙杨廷等后辈都为世袭南京羽林右卫指挥使。

## 引用
1. ↑  《中国明朝档案总汇》72册《武职选簿·南京见设卫所·亲军卫·羽林右卫·指挥使等》：“二世祖杨文补役，洪武二年克凤翔等处，三年除授皇陵卫百户。”
2. ↑  《康熙含山县志·卷第十九·人物》：“三年，除皇陵卫百户，进征定西，遇王保保军，击败之。自秦州南出一百八渡，克复兴元。”
3. ↑  《中国明朝档案总汇》72册《武职选簿·南京见设卫所·亲军卫·羽林右卫·指挥使等》：“八年，调桂林左卫。十一年，除安陆卫右所试百户。十二年，实授本卫流官副千户。十七年，从征云南，有功。十八年，升建昌卫指挥佥事。”
4. ↑  《康熙含山县志·卷第十九·人物》：“二十五年四月，土官月鲁帖木儿叛，文率卫兵御之。贼攻城，文悉力战御，多所伤。五月，贼走入山寨，文寻率所部复州里，设关寨。七月，追月鲁帖木儿至打冲河，攻破各寨。事平，召回京，慰劳之，升右军都督府都督佥事，赐诰阶骠骑将军，子孙世袭指挥使。”
5. ↑  《康熙含山县志·卷第十九·人物》：“二十六年七月，升左军左都督，诰授特进荣禄大夫。”
6. ↑  《明史纪事本末》卷55《沿海倭乱》：“二十七年春二月，倭寇浙东，命都督杨文、刘德、商暠巡视两浙。复命魏国公徐辉祖、安陆侯吴杰往浙，训练海上军士，同杨文等防倭。”
7. ↑  《大明太祖实录》卷233洪武二十七年五月至七月：“命左军都督府左都督杨文率舟师镇太仓。”
8. ↑  《吾学编》卷55《都督杨文》：“二十七年，充总兵，率舟师镇守太仓，仍督浙江海船。”
9. ↑  《大明太祖实录》卷240洪武二十八年八月：“命左军都督府左都督杨文佩征南将军印，为总兵官；广西都指挥使韩观为左副将军；右军都督府都督佥事宋晟为右副将军；刘真为参将。率京卫精壮马步官军三万人至广西，会各处军马讨龙州土官赵宗寿及奉议、南丹、向武等州叛蛮。”
10. ↑  《大明太祖实录》卷243洪武二十八年十一月至十二月：“戊申，征南将军左都督杨文等以平蛮捷闻。凡禽戮猺蛮二万八千余人，获马五十匹，牛二千五百八十六头，又获印五颗，诰敕三道，遂诏文等班师。”
11. ↑  《大明太祖实录》卷240洪武二十八年八月：“癸未，诏置南丹、奉议、庆远三卫指挥使司。”
12. ↑  《大明太祖实录》卷242洪武二十八年闰九月至十月：“戊申，诏总兵官左都督杨文置龙州军民指挥使司，调驯象卫官军筑城守御。”
13. ↑  《大明太祖实录》卷240洪武二十八年八月：“命兵部取罢免武官及辽东捕野人有功者，俱送总兵官左都督杨文，俟征进毕日选授。”
14. ↑  《明史纪事本末》卷19《开设贵州》：“三十年三月，古州洞蛮林宽自号‘小师’，聚众作乱，攻龙里。”
15. ↑  《大明太祖实录》卷254洪武三十年七月至八月：“以平羗将军都指挥齐让逗遛不进兵，平蛮无功。命左军都督杨文佩征虏前将军印，为总兵官，右军都督同知韩观副之，锦衣卫指挥使河清、凤阳卫指挥使宋忠为参将，统京卫及湖广、江西等都司军马往代之。”
16. ↑  《大明太祖实录》卷256洪武三十一年正月至三月：“辛丑，总兵官左军都督杨文等奏克平古州林宽余党，并俘获三十冈等处洞蛮二千九百七人，惟溃入山谷者未尽剿绝。近军士多病，乞分往近地辰溪等处就粮操练，以俟秋成进取余寇。上以余寇多胁从，不必穷追，遂诏文等还京师。”
17. ↑  《大明太祖实录》卷257洪武三十一年四月至闰五月：“戊午，敕左军都督杨文曰：‘《兵法》有言：‘贰心不可以事上，疑志不可以应敌，为将者不可不知是也。’朕子燕王在北平，北平中国之门户，今以尔为总兵，往北平参赞。以北平都司、行都司并燕、谷、宁三府护卫，选练精锐马步军士随燕王往开平提备。一切号令，皆出自王，尔奉而行之。’”
18. ↑  《吾学编》卷55《都督杨文》：“建文初，充总兵，部署大宁兵及宁府护军，屯开平。靖难兵起，宋忠败文，移守辽，佐吴高，时出兵扰北平。”
19. ↑  《明史·列传第十八》：“燕师起，高守辽东，与杨文数出师攻永平。燕王谋去高，曰：‘高虽怯，差密，文勇而无谋。去高，文无能为也。’乃遗二人书，盛誉高，极诋文，故易其函授之。二人得书，并以闻。建文帝果疑高，削爵徙广西，独文守辽东，竟败。”
20. ↑  《明史纪事本末》卷16《燕王起兵》：“三年……辽东守将杨文与王雄等引兵围永平，略蓟州、遵化诸郡县。燕王遣刘江率众趋永平。命江曰：‘尔至永平，敌必遁归山海，勿追之，但声言还归北平。既出，则以夜卷旗囊甲，复入永平城中，杨文闻尔还北平，复来，尔速出击之，必大获。’江如言，果败文兵于昌黎，杀数千人，获将士王雄等。燕王还北平，悉纵遣之，仍令归谕杨文等。”
21. ↑  《明史纪事本末》卷16《燕王起兵》：“四年……上用齐泰、黄子澄谋，调辽兵十万，至济南与铁铉合，以绝燕兵后。总兵杨文至直沽，遇燕将宋贵截杀，师溃，文被执，竟无一人至济南者。”
22. ↑  《吾学编》卷55《都督杨文》：“靖难后，召文还，怜其开国老将，得不死。”
23. ↑  《皇明开国功臣录》卷20：“永乐四年正月四日卒，赐葬含山县梅山。”
24. ↑  《江南通志》卷42：“功臣祠在含山县东街，祀明华高、仇成、李彬、杨文、纪清。”
25. ↑  《双槐岁钞》卷1《御制逸诗》。
26. ↑  《尧山堂外纪》卷78。
27. ↑  《中国明朝档案总汇》72册《武职选簿·南京见设卫所·亲军卫·羽林右卫·指挥使等》：“一世祖杨兴乙未年归附从军，辛丑年攻打江州阵亡。取一世祖杨旺补役，癸卯年征鄱阳湖阵亡。”
28. ↑  《康熙含山县志·卷十九·人物》：“子和、孙通、曾孙廷选世袭羽林右卫指挥使。”